# Madeline Duggan

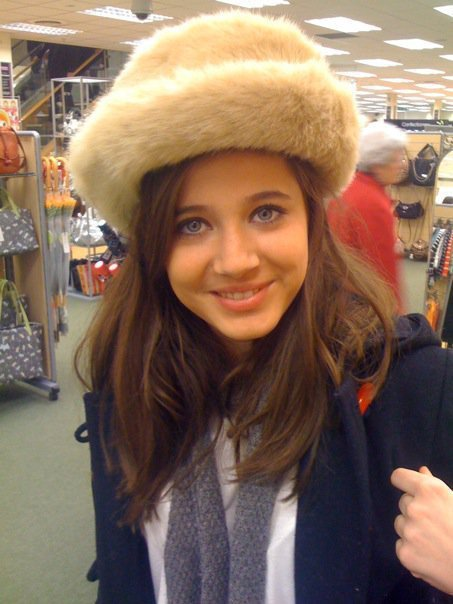
Madeline Duggan (2012)

Madeline Duggan (* 28. Juni 1994 in Bermondsey) ist eine britische Schauspielerin.

## Leben und Karriere
Duggan wurde am 28. Juni 1994 in Bermondsey geboren. Bereits im Alter von neun Jahren spielte Duggan 2003 die junge Cosette in Les Misérables im Palace Theatre. Anschließend übernahm sie Hauptrollen in den Kurzfilmen Between Us als Amanda und Spoilt Eggs.
Von 2006 bis 2010 war sie in der Serie EastEnders zu sehen. Außerdem bekam sie 2013 für den Film Everyone's Going To Die eine Hauptrolle. Außerdem trat Duggan in der Fernsehserie Silent Witness auf. 2019 setzte sie ihre Karriere in Maybe I'm Fine fort.

## Filmografie
Filme
- 2013: Everyone's Going to Die
- 2010: Rules of Love
- 2019: Maybe I'm Fine

Serien
- 2006–2010: EastEnders
- 2012: Silent Witness
- 2013: By Any Means
- 2014: The Smoke